# II. Jagdkorps
Das II. Jagdkorps war ein Großverband der Luftwaffe der Wehrmacht im Zweiten Weltkrieg.

## Geschichte
Das II. Jagdkorps wurde am 15. September 1943 in Chantilly-Gouvieux, im besetzten Frankreich, aus der Dienststelle des Höheren Jagdfliegerführers West gebildet. Aufgabe des Korps war es, im Luftraum über dem besetzten Frankreich westalliierte Einflüge aufzuklären und zu bekämpfen. Nach der alliierten Landung in der Normandie musste sich das Korps nach Rochefort im besetzten Belgien und danach Flammersfeld zurückziehen. Am 1. Januar führte das Korps mit den unterstellten Verbänden das Unternehmen Bodenplatte aus. Es wurde am 26. Januar 1945 aufgelöst. Der Stab wurde zur Aufstellung der 14. und der 15. Fliegerdivision herangezogen.

## Personen

### Kommandierender General
| Dienstgrad   | Name            | Datum                                 |
| ------------ | --------------- | ------------------------------------- |
| Generalmajor | Werner Junck    | 15. September 1943 bis 30. Juni 1944  |
| Generalmajor | Alfred Bülowius | 30. Juni 1944 bis 15. Oktober 1944    |
| Generalmajor | Dietrich Peltz  | 12. November 1944 bis 26. Januar 1945 |

### Chef des Stabes
| Dienstgrad     | Name                 | Datum                                 |
| -------------- | -------------------- | ------------------------------------- |
| Oberst         | Ludwig Hoffmann      | Dezember 1943 bis 30. Januar 1944     |
| Oberst         | Martin Mettig        | 27. März 1944 bis 15. Juni 1944       |
| Oberstleutnant | Wilhelm Kern         | 16. Juni 1944 bis 20. Juli 1944       |
| Oberst         | Lothar von Heinemann | 1. September 1944 bis 26. Januar 1945 |

## Unterstellung
| Unterstellung           | von                | bis                |
| ----------------------- | ------------------ | ------------------ |
| Luftflotte 3            | 15. September 1943 | 26. September 1944 |
| Luftwaffenkommando West | 26. September 1944 | 26. Januar 1945    |

## Unterstellte Verbände
| 15. September 1943 |                                                                   |
| --- | ----------------------------------------------------------------- |
| 15. September 1943 | 4. Jagddivision; 5. Jagddivision; Jagdfliegerführer Südfrankreich |
| 6. Juni 1944 |                                                                   |
| 4. Jagddivision; 5. Jagddivision; Jagdfliegerführer Bretagne; Jagdfliegerführer Südfrankreich; Jagdabschnittsführer Bordeaux                                          |                                                                   |
| 26. Januar 1945 |                                                                   |
| Jagdgeschwader 2; Jagdgeschwader 26; Jagdgeschwader 27; III./Jagdgeschwader 54; Kampfgeschwader 51; Kampfgeschwader 53; I./Kampfgeschwader 66; II./Kampfgeschwader 76 |                                                                   |